# 1091
1091 (MXCI) var ett normalår som började en onsdag i den julianska kalendern.

## Händelser

### Okänt datum
- Henrik, Vilhelm I:s son, gör ett kuppförsök, men misslyckas att erövra den engelska tronen.
- Normandernas erövring av Sicilien från de muslimska härskarna slutförs.
- Normandernas erövring av Malta inleds.
- Den musliumska abbadiddynastin, som styr Spanien, faller då almoraviderna stormar Sevilla.
- London Bridge förstörs av en storm.
- Cardiff Castle byggs.
- Athanasius VI bar Khamoro blir syrisk patriark av Antioch.

## Födda
- Bernhard av Clairvaux, fransk abbot och mystiker, helgon inom romersk-katolska kyrkan, kyrkolärare.
- Bernhard av Cluny, fransk munk, skald och psalmförfattare.

## Avlidna
- 17 juni – Dirk V av Holland
- Adelaide av Susa, regerande markisinna av Susa, Ivrea, Auriate, Aosta och Turin från 1034 till 1091.
- 26 mars – Wallada bint al-Mustakfi, andalusisk poet.